# Tadcaster
Tadcaster is een civil parish in het bestuurlijke gebied Selby, in het Engelse graafschap North Yorkshire. De plaats telt 6003 inwoners.